# Die Erschöpfung der Welt
Die Erschöpfung der Welt (på svenska ungefär Världens avskapelse) är en opera (Scenisk illusion) i elva scener av Mauricio Kagel.

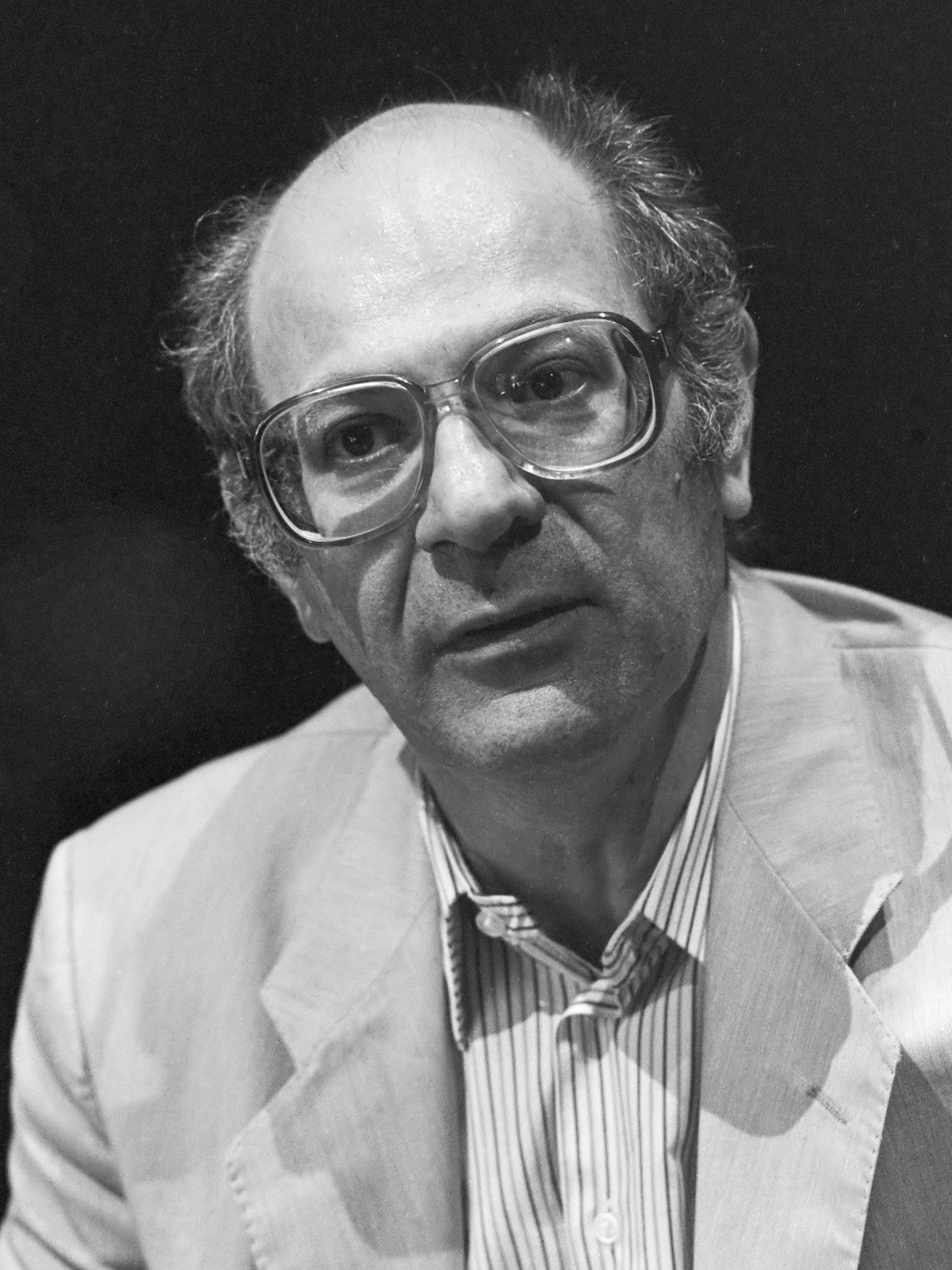
Mauricio Kagel 1985

## Historia
Die Erschöpfung der Welt uruppfördes 1980, efter sex års arbete, i en samproduktion av Stuttgarter Schauspiel, Stuttgarter Oper och Süddeutscher Rundfunk under ledning av Kagel själv.

## Om operan
Operan blev entusiastiskt mottagen och betraktades som en motmodell till Krzysztof Pendereckis Paradise Lost, som ett år tidigare hade fått sin tyska urpremiär. Medan Pendereckis opera var en tonsättning av John Miltons versepos Det förlorade paradiset (1667) som bejakade den kristna traditionen, hade Kagels opera det kritiska, radikala tvivlet, rent av förtvivlan i blickfånget. Med Kagels ord: "Hopp genom hopplöshet". Operan är alltså inte bara en kosmogoni med omvända förtecken, utan också ett stycke om musik. Det första som berör och upprör människorna är musikskapandet, och som flöjttonerna utlovar blir det en extatisk stammande lovsång till Gud. "Guds zoo" befolkas av musikdjur (en flodhäst med två gitarrer som mule, en kom med skälla som juver), som parar sig med sina instrument-genitalier.
Titeln och den text som inleder operan är hämtad från psykoanalytikern Tilmann Moser, som betecknade sina "Böner i gryningen" som gudsförgiftningar. "I slutet skapade Gud / Himmelen / och jorden. /Jorden låg öde / och obebodd. / Smog låg över urfloden, / och Guds ande / simmade i kloakvattnet."

## Innehåll
- 1. Till ursprunget av några av Herrens handlingar och förbannelser.
- 2. Tillkomsten av scenbilden som parabel.
- 3. Guds zoologiska trädgård.
- 4. Flod, Syndaflod, Före Syndafloden.
- 5. Guds avbilders hymn och procession.
- 6. Fortplantningens och förvandlingens krönika.
- 7. Aptit och tro.
- 8. Klagosånger.
- 9. Dansscener till likbegängelse med tacksägelse.
- 10. Tableau de Concert.
- 11. Guds köttkvarn. Final.